# Slaget vid Dur-Papsukkal
Slaget vid Dur-Papsukkal utspelade sig 814 f.Kr. mellan det assyriska imperiet under kung Shamshi-Adad V och det babyloniska riket under kung Marduk-balassu-iqbi, hans elamitiska allierade samt några arameiska stammar.
Kung Shamshi-Adad V spenderade den första delen av sin tid som konung med att slå ned uppror som utbrutit i det assyriska imperiet i och med att han blev kung. När han besegrat dessa beslutade han sig för att återuppta Assurnasirpal II:s gamla kampanj mot Babylon och han invaderade riket. Shamshi-Adad V erövrade flera städer innan han till slut nådde kungastaden Dur-Papsukkal. Kung Marduk-balassu-iqbi kom till stadens undsättning med både sina egna trupper och allierade elamiter samt rekryterade araméer men hans styrkor hann inte fram innan den assyriska armén och slaget stod därmed utanför stadens murar. Enligt de assyriska källorna skall den assyriska armén ha dräpt 13 000 soldater innan babylonierna slutligen flydde fältet. Slaget var därmed vunnet och Shamshi-Adad V erövrade staden. 
Kung Shamshi-Adad V lät plundra staden på dess skatter och tog även palatsets kvinnor till fånga innan han lät bränna ned både palats och stad. Kampanjen mot Babylon avslutades sedan för året och Shamshi-Adad V slog läger. Året efter lyckades han åter igen besegra kung Marduk-balassu-iqbi och Babylon var därmed kuvat.